# آنجلا لیندوال
آنجلا لیندوال (به انگلیسی: Angela Lindvall) (زاده ۱۴ ژانویه ۱۹۷۹) مدل و بازیگر آمریکایی است.
از جمله کارهای او می‌توان به بازی در فیلم نگاهی به درون ذهن و سی‌کیو اشاره کرد.